# منوان، پاکستان
منوان (به انگلیسی: Manwan) یک منطقهٔ مسکونی در پاکستان است که در خیبر پختونخوا واقع شده‌است. منوان ۲٬۰۴۷ متر بالاتر از سطح دریا واقع شده‌است.